# 唆使謀殺
在英格蘭及威爾斯以及北愛爾蘭及愛爾蘭共和國，唆使謀殺（英語：soliciting to murder）是法定的煽惑罪行。
「僱兇殺人」即屬唆使謀殺，但唆使謀殺之涵義更廣：其不需要有財務交易，意圖令別人作出謀殺行為即構成唆使。

## 英格蘭及威爾斯
該罪行由《1861年侵害人身罪法令》第4條訂立：
任何人唆使、鼓勵、勸說、試圖勸說或建議別人謀殺他人，不論其謀殺對象是否女皇子民或是否在女皇領土之內，均屬犯非重刑罪，可處終身監禁。

#### 「非重刑罪」
對非重刑罪（misdemeanour）的提述，須解釋為對罪行（offence）的提述。條文中的「即屬犯非重刑罪」就是「即屬犯罪」。

### 條文修訂
《1977年刑事法律法令》第5(10)(a)條及第65(5)條以及附表13廢除了開頭略去的字句。
《1892年成文法編正法令》廢除了別處略去的字句。
1977年9月8日，《1977年刑事法律法令》第5(10)(b)條廢除由「be kept」起至「years」至的字句而代以「imprisonment for life」。

### 案例
相關案件如下：
- R v Fox (1870) 19 WR 109 (Ir)
- R v Banks (1873) 12 Cox 393
- R v Ransford (1874) 13 Cox 9, (1874) 3 LT 488, CCR
- R v Most (1881) 7 QBD 244, (1881) 14 Cox 583, (1881) 45 JP 696
- R v Bourtzeff (1898) 127 CCC Sess Pap 284
- R v McCarthy [1903] 2 IR 146
- R v Krause, 66 JP 121, 18 TLR 238
- R v Antonelli and Barberi (1905) 70 JP 4
- R v Shephard [1919] 2 KB 125, 14 Cr App R 26, CCA

### 審訊的方式
唆使謀殺屬可公訴罪行。

### 判刑
唆使謀殺可處終身監禁。
參見《皇家檢控署量刑手册》。
相關案件如下：
- R v Raw (1983) 5 Cr App R (S) 229
- Houseley and Kibble [1994] 15 Cr App R (S) 155
- R v Adamthwaite [1994] 15 Cr App R (S) 241
- Attorney-General's Reference No 43 of 1996 (Costaine) （页面存档备份，存于） [1997] 1 Cr App R (S) 378
- R v Robinson [2003] 2 Cr App R (S) 13
- R v Montague [2004] 1 Cr App R (S) 137
- R v Rai [2006] 2 Cr App R (S) 13
- R v Saleem, Javad and Muhid [2008] 2 Cr App R (S) 12
- R v Hills' （页面存档备份，存于）  [2007] EWCA Crim 3152, [2008] 2 Cr App R (S) 29

## 北愛爾蘭
北愛爾蘭的該罪行由《1861年侵害人身罪法令》第4條訂立。《1977年刑事法律（北愛爾蘭）法令》（S.I. 1977/1249 (N.I. 16)）第5(1)條加重了該罪行的刑罰。

## 愛爾蘭共和國
愛爾蘭共和國的該罪行由《1861年侵害人身罪法令》第4條訂立。

## 香港
香港法例第212章《侵害人身罪條例》第5條「串謀或唆使謀殺」訂定：
任何人在香港境內串謀、同謀及議同謀殺他人，以及在香港境內唆使、鼓勵、勸說、試圖勸說或建議別人謀殺他人，不論其謀殺對象屬何種國籍或具有何種公民身分或在任何地方，均屬犯罪，可處終身監禁。